# Robert Miles
Robert Miles (vl. jménem Roberto Concina, 3. listopad 1969 Fleurier – 9. května 2017) byl italský skladatel a hudebník trance, ambient, techno a dalších druhů elektronické hudby.

## Životopis
Narodil se Antoniettě a Albino Concinovým. Robert Miles se během mládí naučil hrát na klavír a na hudební scéně figuroval od roku 1988. Pracoval jako DJ v mnoha italských klubech a v roce 1990 investoval své úspory do nákupu použitého vybavení k postavení vlastního studia; nicméně jeho počáteční komponování zůstalo nepovšimnuto.
V roce 1994 Miles napsal svou nejslavnější dream houseovou skladbu – singl „Children“. Singlu se během čtrnácti dnů od oficiálního vydání v roce 1995 prodalo více než 350,000 kopií po celé Evropě a v mnoha zemích se umístil na vrcholku hitparád. Miles za tato umístění ve Velké Británii, Německu a v mnoha dalších zemích Evropy nasbíral několikanásobné platinové desky a zlaté desky. Singl byl považován za nejúspěšnější nahrávku roku 1996.
Milesův další singl byl „Fable“, s vokálem v podání Fiorelli Quinn. Jeho premiérové album Dreamland bylo vydáno 7. června 1996 v Evropě, kde to byl hit a o několik dní později také v USA s novou skladbou „One and One” zpívanou Marií Nayler a napsanou Billy Steinbergem, Rickem Nowelsem a Marií Claire D'ubaldo. Tato nová skladba se stala velmi populární a později byla vydána jako singl v USA a Německu. Na konci roku 1996, Miles vydal v Německu novou verzi Dreamland, nazvanou Dreamland – Winter edition. Toto album bylo velkou měrou podobné Dreamland, ale obsahovalo skladbu „One and One“. Píseň „One and One“ byla původně psána pro polskou vůdčí umělkyni Edytu Górniak. Ta ji nahrála o rok později na svém premiérovém mezinárodním albu Edyta.
V listopadu 1997 Miles vydal další singl „Freedom“, který byl jednou z klíčových skladeb na albu 23am, vydaném 27. listopadu 1997. Album obsahuje různé skladby z dříve vydaného Dreamland, obsahuje více otextovaných písní než jeho předchůdce. Během tohoto období spolupracoval s Richardem D. Jamesem, známého jako Aphex Twin, na několika duetech.
Miles upadl do zapomnění až do 11. června 2001, kdy vydal nové album Organik na dvou vinylech a CD. S rysy nového singlu „Paths“ byl Organik považován mnoha fanoušky přerušením stylu, který Miles propagoval ve svých prvních dvou albech.
V roce 2003 bylo vydáno album obsahující hlavně remixy mnoha písní obsažených na albu Organik. Album, titulované Organik Remixes, obsahuje remixy vítězů z remix soutěže vyhlášené na webových stránkách Roberta Milese, právě tak jako remixy dobře známých umělců jako The Future Sound of London. Album také obsahuje jednu novou skladbu Roberta Milese, nazvanou „Bhairav“, kterou provází silný vokál Amelie Cuni.
Koncem roku 2003 se Miles odstěhoval ze svého domova v Londýně do Los Angeles. Začal pracovat pod svou vlastní produkční firmou S:alt Records a v roce 2004 vydal album vytvořené ve spolupráci s Trilokem Gurtu nazvané Miles Gurtu. Podle svých webových stránek Robert očekával vydání finálního alba pod jménem Robert Miles, kterým chtěl ukončit svou hudební kariéru pod tímto jménem.
V posledních dnech svého života žil na Ibize. Zemřel 9. května 2017 v důsledku čtvrtého stádia metastazující rakoviny.

## Vybraná diskografie

### Alba
- 1996 – Dreamland
- 1997 – 23am
- 1997 – Robert Miles in the Mix
- 2001 – Organik
- 2002 – Organik Remixes
- 2004 – Miles Gurtu

### Singly
- 1996: „Children“ (Deconstruction, Arista Records) (UK #2, US #21)
- 1996: „Fable“ (Deconstruction, DBX Records) (UK #7)
- 1996: „One and One“ feat. Maria Nayler (Deconstruction, Arista Records) (UK #3, US #54)
- 1997: „Freedom“ feat. Kathy Sledge (Deconstruction, Motor Music) (UK #15)
- 1998: „Full Moon“ (Deconstruction) (?)
- 2001: „Paths“ feat. Nina Miranda (S:alt Records) (UK #74)